# Benjamin A. Enloe

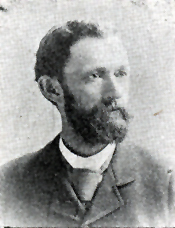
Benjamin A. Enloe

Benjamin Augustine Enloe (* 18. Januar 1848 bei Clarksburg, Carroll County, Tennessee; † 8. Juli 1922 in Nashville, Tennessee) war ein US-amerikanischer Politiker. Zwischen 1887 und 1895 vertrat er den Bundesstaat Tennessee im US-Repräsentantenhaus.

## Werdegang
Benjamin Enloe besuchte die öffentlichen Schulen seiner Heimat und danach das Bethel College in  McKenzie. Anschließend studierte er an der Cumberland University in Lebanon. Während seiner Studienzeit an dieser Universität wurde er in den Jahren 1869 und 1870 als Mitglied der Demokratischen Partei in das Repräsentantenhaus von Tennessee gewählt. Nach einem Jurastudium an der gleichen Universität und seiner im Jahr 1873 erfolgten Zulassung als Rechtsanwalt begann er in Jackson in seinem neuen Beruf zu arbeiten. In den Jahren 1872 und 1880 war Enloe Delegierter zu den jeweiligen Democratic National Conventions. 1878 gehörte er einer Kommission an, die die Staatsverschuldung von Tennessee abbauen sollte. Von 1878 bis 1880 war Enloe Mitglied des Regierungsrats seines Heimatstaates (State executive committee). Zwischen 1874 und 1886 gab er die Zeitung „Jackson Tribune and Sun“ heraus.
Bei den Kongresswahlen des Jahres 1886 wurde er im achten Wahlbezirk von Tennessee in das US-Repräsentantenhaus in Washington, D.C. gewählt, wo er am 4. März 1887 die Nachfolge von John May Taylor antrat. Nach drei Wiederwahlen konnte er bis zum 3. März 1895 vier Legislaturperioden im Kongress absolvieren. Von 1891 bis 1895 war er Vorsitzender des Bildungsausschusses. Bei den Wahlen des Jahres 1894 unterlag Enloe dem Republikaner John E. McCall. Nach seinem Ausscheiden aus dem US-Repräsentantenhaus arbeitete er in Tennessee und Kentucky in der Zeitungsbranche. Im Jahr 1903 war er in Tennessee im Organisationskomitee für die Weltausstellung in St. Louis. Von 1904 bis zu seinem Tod im Jahr 1922 war Benjamin Enloe Eisenbahnbeauftragter seines Staates.